# 西有家駅
西有家駅（にしありええき）は、長崎県南島原市西有家町須川にあった島原鉄道島原鉄道線の駅（廃駅）である。

## 歴史
- 1926年（大正15年）7月2日：口之津鉄道の駅として開業。
- 1943年（昭和18年）7月1日：会社合併により、島原鉄道の駅となる。
- 1966年（昭和41年）2月1日：業務委託化。
- 1982年（昭和57年）10月1日：貨物営業廃止。
- 1984年（昭和59年）11月1日：交換設備撤去。
- 1985年（昭和60年）12月：現駅舎竣工。
- 2000年（平成12年）6月1日：業務委託廃止により無人化[1]。
- 2008年（平成20年）4月1日：島原外港 - 加津佐間の廃線により、廃駅となる。

## 駅構造

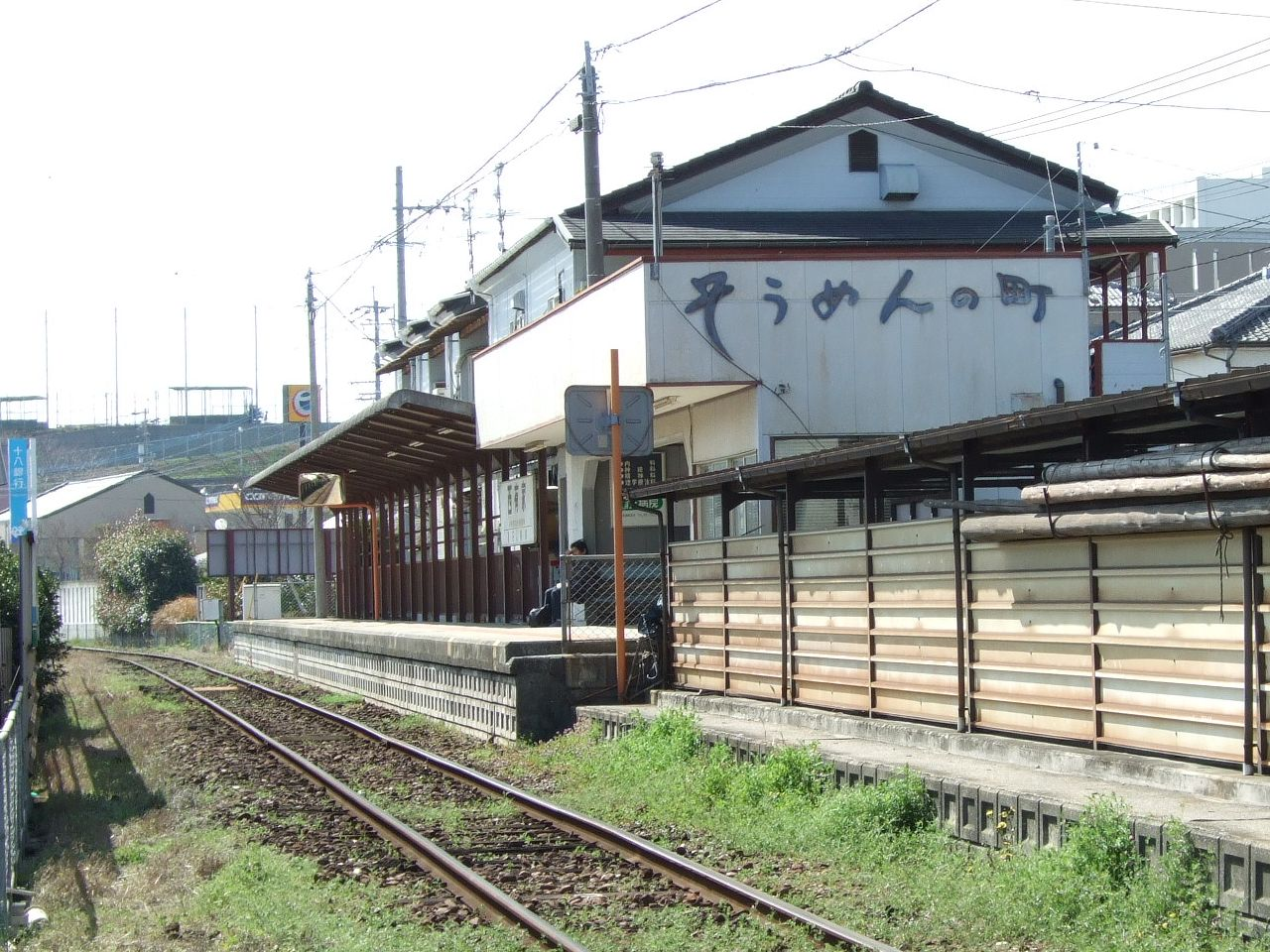
ホーム（写真奥が加津佐側、手前が諫早側。ホーム手前端の右側に駅舎がある）

単式ホーム1面1線を有する地上駅。無人駅。駅舎はスタンダードな建物。

## 利用状況
営業最終年度である2007年度の年間乗車人員は84,881人、降車人員は87,600人であった。これは2008年に廃止された区間の駅の中では最も多い。
| 年度               | 年間 乗車人員 | 年間 降車人員 |
| ------------------ | ------------- | ------------- |
| 1997年（平成09年） | 88,107        | 85,279        |
| 1998年（平成10年） | 79,766        | 77,805        |
| 1999年（平成11年） | 73,560        | 71,277        |
| 2000年（平成12年） | 73,593        | 72,757        |
| 2001年（平成13年） | 83,151        | 82,215        |
| 2002年（平成14年） | 87,329        | 84,912        |
| 2003年（平成15年） | 82,462        | 80,922        |
| 2004年（平成16年） | 73,627        | 73,033        |
| 2005年（平成17年） | 78,377        | 78,269        |
| 2006年（平成18年） | 84,480        | 85,540        |
| 2007年（平成19年） | 84,881        | 87,600        |

## 駅周辺
駅前は旧・西有家町の中心街になっている。
- 南島原市立西有家小学校
- 南島原市立西有家中学校
- 長崎県立島原翔南高等学校
- 南島原市役所（旧・西有家町役場）
- 西有家郵便局
- 国道251号

## 隣の駅
島原鉄道
島原鉄道線
有家駅 - 西有家駅 - 龍石駅